# La Costa Open 1977
Il La Costa Open 1977 è stato un torneo di tennis giocato sulla terra rossa. È stata la 5ª edizione del torneo che fa parte del Colgate-Palmolive Grand Prix 1977. Si è giocato a Carlsbad negli Stati Uniti dal 21 al 27 marzo 1977.

## Partecipanti

### Teste di serie
| Nazionalità | Giocatore         | Ranking | Testa di serie |
| ----------- | ----------------- | ------- | -------------- |
| Svezia      | Björn Borg        | 2       | 1              |
| Messico     | Raúl Ramírez      | 5       | 2              |
| Stati Uniti | Brian Gottfried   | 10      | 3              |
| Stati Uniti | Roscoe Tanner     | 11      | 4              |
| Stati Uniti | Stan Smith        | 16      | 5              |
| Stati Uniti | Robert Lutz       | 20      | 6              |
| Stati Uniti | Bill Scanlon      | 52      | 7              |
| Stati Uniti | Sandy Mayer       | 75      | 8              |
| Australia   | Ross Case         | 45      | 9              |
| Stati Uniti | Jeff Borowiak     | 60      | 10             |
| Stati Uniti | Charlie Pasarell  | 56      | 11             |
| Australia   | Mark Edmondson    | 35      | 12             |
| Australia   | Ray Ruffels       | 27      | 13             |
| Svezia      | Ove Nils Bengtson | 43      | 14             |
| n/a         | n/a               | n/a     | 15             |
| Australia   | Geoff Masters     | 53      | 16             |

### Altri partecipanti
I seguenti giocatori sono passati dalle qualificazioni:

- Jan Norback
- Henry Bunis
- Zan Guerry
- Bruce Manson
- Bill Lloyd
- Mike Fishbach
- Perry Wright
- Ricardo Ycaza

## Campioni

### Singolare maschile
Brian Gottfried ha battuto in finale  Marty Riessen con il punteggio di 6–3, 6–2

### Doppio maschile
Bob Hewitt /  Frew McMillan hanno battuto in finale  Ray Ruffels /  Allan Stone con il punteggio di 6–4, 6–2